# 海基·凯赫克宁
海基·凯赫克宁（芬蘭語：Heikki Kähkönen，1891年12月26日—1962年6月30日），芬兰男子摔跤运动员。他曾代表芬兰参加1920年夏季奥林匹克运动会摔跤比赛，获得男子古典式次轻量级银牌。